# Careerbuilder
Careerbuilder (Eigenschreibweise CareerBuilder) ist eine internationale Stellenbörse im Internet. Das Unternehmen wurde 1995 unter dem Namen NetStart Inc. gegründet, 1998 in CareerBuilder Inc. umbenannt und wird von Matt Ferguson geführt. In Deutschland wird CareerBuilder durch die CareerBuilder Germany GmbH vertreten.

## Geschichte
- 1995: Gründung von CareerBuilder Inc.
- 2000: Zusammenschluss mit den Medienunternehmen Tribune und Knight Ridder
- 2001: CareerBuilder.com verzeichnet mehr als 5,5 Millionen Unique Visitors monatlich und mehr als 300.000 kontinuierlich aktualisierte Jobangebote
- 2002: CareerBuilder.com schließt sich mit dem amerikanischen Zeitungsverlag Ganett Co., Inc. zusammen
- 2004: Das Internetportal MSN schließt eine Partnerschaft mit CareerBuilder.com[1]
- 2005: CareerBuilder wird Marktführer in den USA
- 2007: Microsoft erwirbt Anteile an CareerBuilder.com.[2] Gleichzeitig beginnt die Expansion in Europa.
- 2011: CareerBuilder kauft JobScout24 in Deutschland

## CareerBuilder in Deutschland
In Deutschland ist CareerBuilder seit Ende 2007 tätig. CareerBuilder bietet Unternehmen die Möglichkeit, auf dem Portal CareerBuilder.de und auf Partnerseiten Stellenanzeigen zu platzieren.
CareerBuilder hat mit verschiedenen Internetportalen exklusive Partnerschaften. Dazu gehören zum Beispiel MSN, Motor-Talk.de aber auch Social Networks wie Facebook.
2011 wurde JobScout24 gekauft.

## CareerBuilder in den USA
In den USA ist CareerBuilder Marktführer mit mehr als 23 Millionen Unique Visitors im Monat. Auf CareerBuilder.com finden die Nutzer Jobempfehlungen, Unternehmensprofile und Karrieretipps.

## CareerBuilder weltweit
CareerBuilder ist vertreten in den USA, Kanada, Großbritannien, Irland, Schweden, Norwegen, Dänemark, Griechenland, Spanien, den Niederlanden, Deutschland, Frankreich, Belgien, der Schweiz, Italien, Polen, Rumänien und Indien.